# Pentaria dimidiata
Pentaria dimidiata es una especie de coleóptero de la familia Scraptiidae.

## Distribución geográfica
Habita en Líbano.